# Île Grays
L'île Grays est une colline du village d'Hillsborough, au Nouveau-Brunswick. 
La colline est située dans les prés situés entre les collines calédoniennes et la rivière Petitcodiac. Elle tire son nom du fait que la région était autrefois un marais, que les Acadiens ont transformé au XVIIIe siècle en terres fertiles avec l'usage de digues munies d'aboiteaux. La colline s'appelait île de l'Étang à l'époque de la Nouvelle-France. Un cimetière se trouve à son sommet.